# L'Orchidée noire
Pour plus de détails, voir Fiche technique et Distribution.
L'Orchidée noire (The Black Orchid) est un film américain réalisé par Martin Ritt, sorti en 1958.

## Synopsis
Rose Bianco vient de perdre son mari, un mafioso assassiné par ses complices. Elle assiste à l'enterrement avec son fils de douze ans, puis vit endeuillée et seule. Un voisin, Frank Valente, veuf lui aussi mais depuis plus longtemps, se met à la courtiser. Malgré ses scrupules, Rose cède et accepte le mariage.
La fille de Frank, Mary, ne peut accepter cette union. Elle s'enferme dans sa chambre, comme l'avait fait durant dix ans sa mère neurasthénique.
Frank, ne pouvant supporter de voir souffrir sa fille, ne sait plus que faire d'autant que Rose est prête à renoncer à lui.
Ce superbe mélodrame ne verra sa conclusion que dans les cinq dernières minutes du film.

## Fiche technique
- Titre : L'Orchidée noire
- Titre original : The Black Orchid
- Réalisation : Martin Ritt
- Scénario : Joseph Stefano

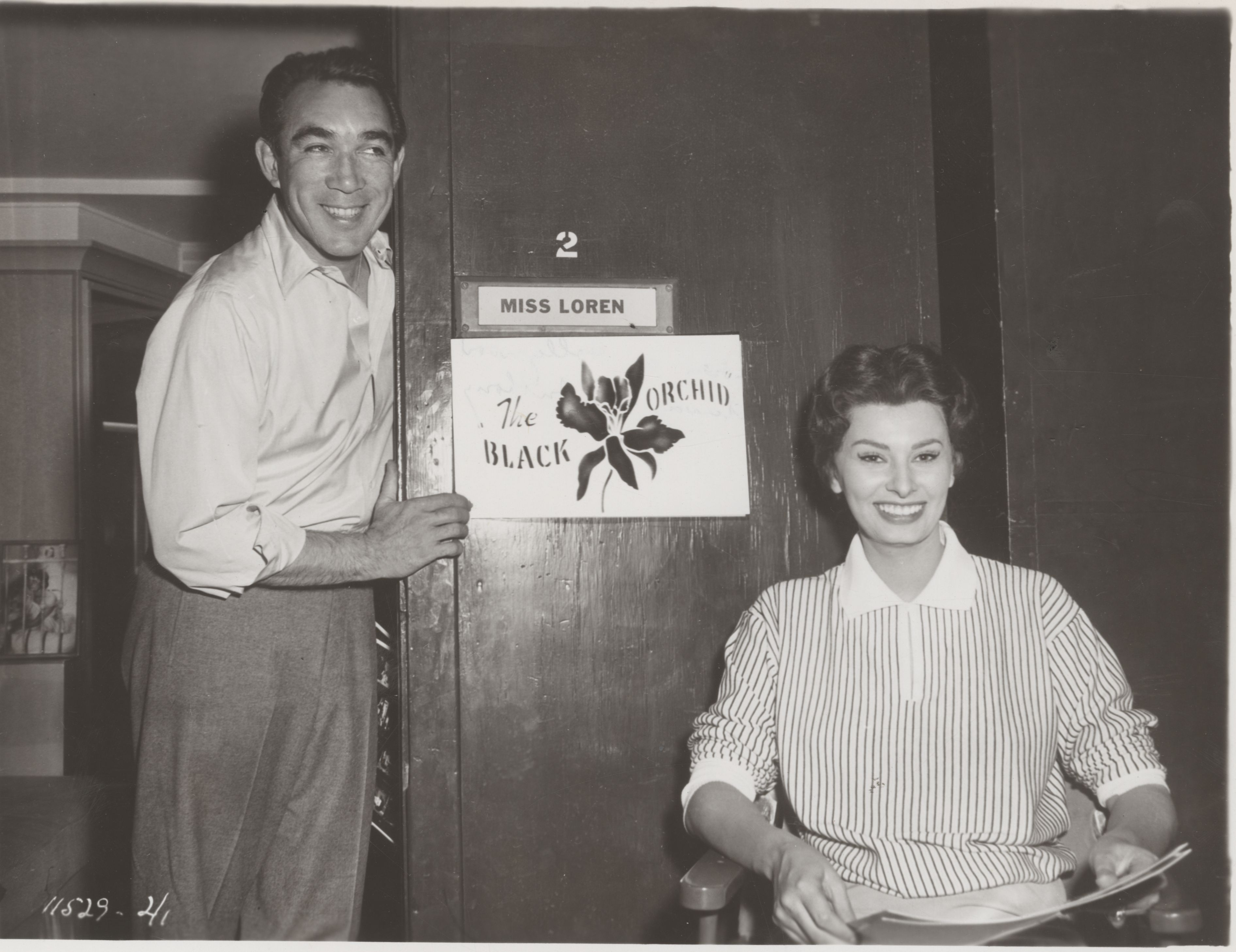
Anthony Quinn et Sophia Loren durant le tournage.

- Adaptation française : Charles Dorat
- Direction artistique : Isy Pront et Claude Peran
- Studio de doublage :Franstudio
- Production : Marcello Girosi et Carlo Ponti
- Société de production : Paramount Pictures
- Musique : Alessandro Cicognini
- Photographie : Robert Burks
- Montage : Howard A. Smith
- Pays de production : États-Unis
- Format : Noir et blanc - 1,85:1 - Mono
- Genre : Drame romantique
- Durée : 94 minutes
- Dates de sortie :
  - Italie : 3 septembre 1958 (Mostra de Venise 1958)
  - États-Unis : 12 février 1959 (New York)

## Distribution
- Sophia Loren  (VF : Claude Gensac) : Rose Bianco
- Anthony Quinn (VF :  Jean Clarieux) : Frank Valente
- Peter Mark Richman  (VF : Roland Menard) : Noble
- Virginia Vincent  (VF : Lily Baron) : Alma Gallo
- Frank Puglia : Henry Gallo
- Jimmy Baird : Ralph Bianco
- Naomi Stevens (VF : Francoise Fechter) : Guilia Gallo
- Whit Bissell  (VF : Roger Rudel) : Mr. Harmon
- Ina Balin  (VF : Claude Chantal) : Mary Valente
- Vito Scotti (non crédité) : Paul Gallo
- Robert Carricart  (VF : Claude Péran) : prêtre
- Zolya Talma  (VF :  Lita Recio) : Consuello